# Manos de la Victoria
Las Manos de la Victoria o Espadas de Qādisiyya son dos pares de manos que forman dos arcos de triunfo en cada extremo de la carretera que lleva al parque Zawra, en el centro de Bagdad, Irak. Cada arco está formado por dos extremidades que salen del suelo, una frente a la otra, para cruzar las espadas que sujetan en el cielo, a unos 40 metros de altura. Se trata de uno de los principales símbolos de Irak que se construyeron para conmemorar la victoria en la guerra Irán-Irak, aunque dicha contienda se consideró terminada en punto muerto. El monumento fue abierto al público el 8 de agosto de 1989 y es uno de los principales lugares de interés turístico.[cita requerida]

## Historia

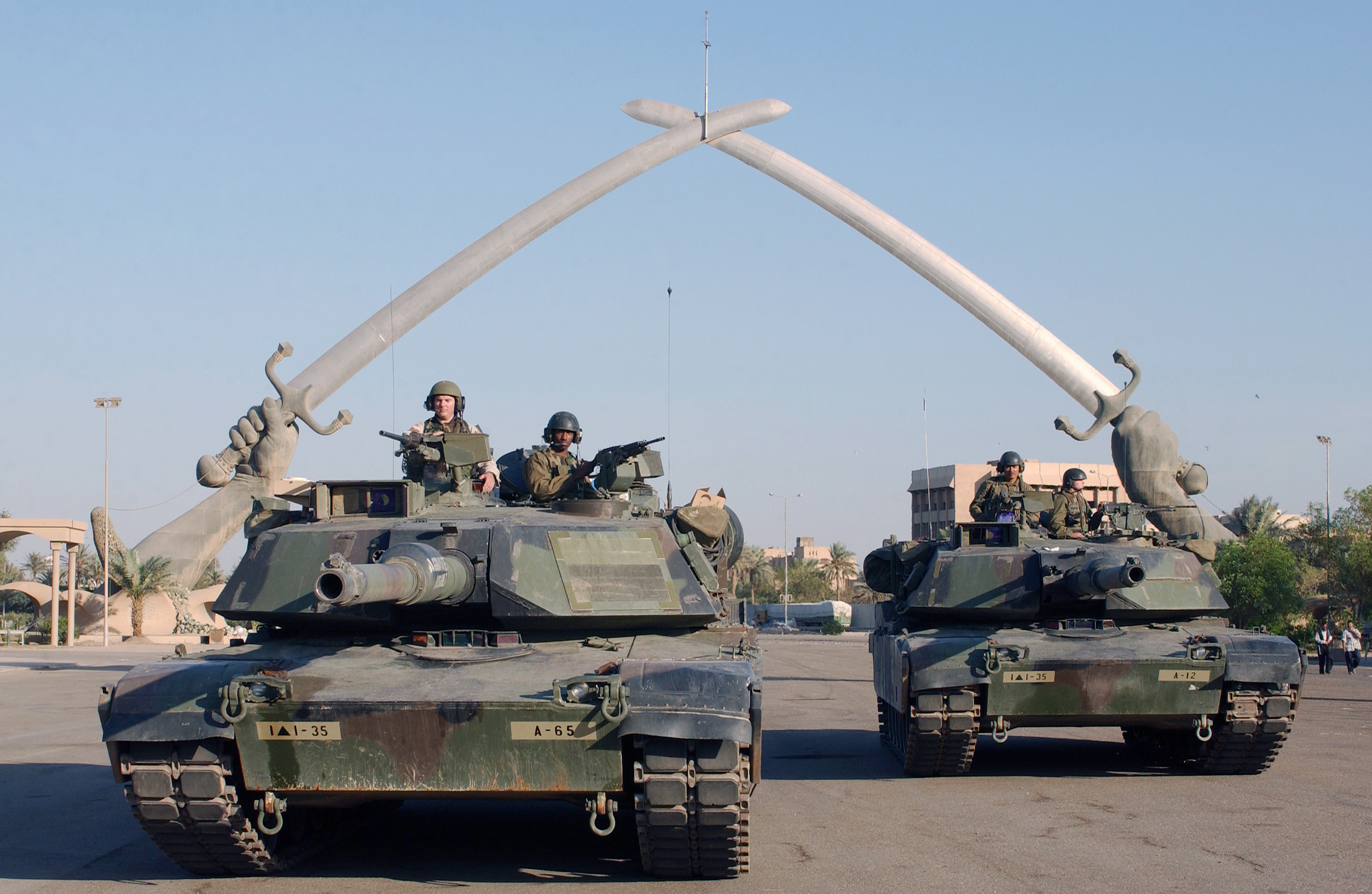
Tanques norteamericanos patrullando en 2003, tras la invasión de Irak, debajo de uno de los dos arcos.

En 1986, dos años antes del final de la guerra Irán-Irak, el gobierno iraquí empezó a desarrollar un festival con desfiles en el parque Zawra, cerca del gran complejo presidencial ubicado en el centro de Bagdad. La zona fue conocida como la Plaza de las Grandes Celebraciones y estaba compuesta por una zona donde se realizaba un gran desfile terrestre, un amplio pabellón y los dos arcos, cuyo nombre oficial fue Espadas de Qādisiyya, en alusión a la batalla de al-Qadisiyya.
El escultor iraquí Adil Kamil, fue el encargado de realizar la obra basándose en unos bocetos de Sadam Huseín. El diseño, que consta de un par de enormes manos que salen de la tierra, sujetan una espada cada una de 43 metros de largo. El punto más alto se encuentra a 40 metros del suelo. Kamil creó las manos de la escultura capturando fotografías y moldes de las manos y antebrazos de Hussein. Cuando Kamil murió en 1987 con el monumento incompleto, la obra fue asumida por el artista Mohammed Ghani. Ghani tomó una impresión de uno de los pulgares de Saddam, y la huella digital resultante se añadió al molde de uno de los pulgares de los arcos.
Los arcos fueron realizados por un consorcio internacional dirigido por la fundición alemana H+H Metalform. Las hojas de las espadas de acero inoxidable pesan 24 toneladas cada una. La mayor parte del material, estaba compuesto de fusiles y chapas de tanques de los soldados iraquíes muertos en la guerra Irán-Irak. Las manos y los brazos del monumento se realizaron en bronce, fundidas en el Reino Unido por Morris Singer Founders. Cada brazo sale de una base de hormigón donde hasta que fueron devueltos reposaban armas y cascos de 2.500 soldados iraníes muertos en la guerra. El día en que el monumento fue oficialmente inaugurado, en 1990, Sadam Huseín cabalgó bajo el arco sobre un caballo blanco.
El sitio fue también el hogar del Museo de Regalos para el Presidente y un centro de artes escénicas. El museo estaba situado en la planta baja del gran pabellón, donde Saddam pasaba revisión a la Guardia Republicana, mientras disparaban con armas al aire. El museo albergaba artículos donados por los iraquíes durante su gobierno. Los temas incluían adornos de plástico barato y los dibujos donados por los niños iraquíes.
La Plaza de las Grandes Celebraciones también contiene una gran piscina reflectante. El césped que rodea la zona acogía a los iraquíes durante los desfiles militares.
El monumento no fue destruido durante la guerra del Golfo de 1991. A partir del año 2005, los arcos permanecen en pie dentro de la llamada Zona Verde de Bagdad.

## Controversia
En febrero de 2007, se informó de que el nuevo gobierno iraquí estaba organizando el Comité para la Eliminación de Símbolos de la era de Saddam y que las Manos de la Victoria estaban empezando a ser desmanteladas. La demolición de los arcos empezó el martes 20 de febrero de 2007. En ese momento, ya se habían cortado algunos pedazos del monumento de bronce y numerosos transeúntes iraquíes y tropas de la coalición fueron vistos tomando cascos iraníes, así como trozos desmantelados del monumento. La decisión de retirar los arcos, decretada por el primer ministro Nuri al Maliki, fue impugnada por el embajador de los Estados Unidos Zalmay Khalilzad, que bloqueó la demolición el 21 de febrero.
Si bien no existió una declaración oficial por parte de cualquier oficina del primer ministro o de la embajada de los Estados Unidos, se especuló que la demolición se detuvo debido a las preocupaciones de que el desmantelamiento del monumento podría seguir profundizando la brecha entre el Irak de mayoría chiita y su minoría suní. Asimismo, las imágenes de las tropas de la coalición llevándose trozos desmantelados del monumento podría tener efectos negativos sobre la misión en Irak. A partir del 24 de febrero la demolición fue aplazada.